# Tasiocera exigua
Tasiocera exigua là một loài ruồi trong họ Limoniidae. Chúng phân bố ở miền Cổ bắc.